# Edith Johansson
Edith Johansson, född 8 september 1883 i Varberg, död 29 november 1954 i Ängelholm, var en svensk målare och teckningslärare.
Hon var dotter till handlaren Henning Johansson och Alvina Bruno. Johansson studerade vid Högre konstindustriella skolan i Stockholm där hon utexaminerades med en teckningslärarexamen 1906. Hon var verksam som teckningslärare vid Ängelholms samrealskola 1909–1948. Vid sidan av sitt arbete var hon verksam som konstnär och medverkade i samlingsutställningar med Ängelholms konstförening.   